# Åsby
Åsby – miejscowość (tätort) w Szwecji, w regionie administracyjnym (län) Halland, w gminie Varberg.
Według danych Szwedzkiego Urzędu Statystycznego liczba ludności wyniosła: 409 (31 grudnia 2015), 483 (31 grudnia 2018) i 487 (31 grudnia 2019).